# Ożydów
Ożydów (ukr. Ожидів) – wieś w rejonie złoczowskim obwodu lwowskiego, założona w 1432. W II Rzeczypospolitej miejscowość była siedzibą gminy wiejskiej Ożydów w powiecie złoczowskim województwa tarnopolskiego. Miejscowość liczy ponad 2000 mieszkańców.
Znajduje się tu stacja kolejowa Ożydów-Olesko, położona na linii Lwów – Zdołbunów.

## Położenie i historia
Na podstawie Słownika geograficznego Królestwa Polskiego i innych krajów słowiańskich Ożydów to: „wieś w powiecie złoczowskim, położona 20 km na północny-zachód od sądu powiatowego Złoczowie, 7 km na zachód od sądu powiatowego w Olesku i 67 km na wschód od Lwowa”.
W lipcu 2007 w Ożydowie miała miejsce katastrofa pociągu, przewożącego żółty fosfor. Według miejscowych mieszkańców, od tej pory we wsi notowano się podwyższoną zachorowalność na choroby nowotworowe.
Do 2020 w rejonie buskim. 

## Ludzie
- Dmytro Dereworiz – ukraiński nauczyciel, w 1930 mianowany kierownikiem 4-klasowej szkoły we wsi[4]